# Gavin Hood
Gavin Hood (Johannesburg, 12 maggio 1963) è un regista, sceneggiatore e attore sudafricano.
Nel 2005 ha vinto l'Oscar al miglior film straniero per il film Il suo nome è Tsotsi.

## Biografia
Nato a Johannesburg, frequenta il St. Stithians College e l'università del Witwatersrand, dove studia legge. In seguito studia cinema alla UCLA. Inizia lavorando su una serie di cortometraggi commissionato dal dipartimento della salute del Sudafrica, mentre nel 1998 dirige il suo primo cortometraggio intitolato The Storekeeper.
Nel 1999 realizza il suo primo lungometraggio, Verdetto bianco, di cui è anche sceneggiatore ed interprete. Nel 2001 dirige un film in lingua polacca intitolato Avventura nel deserto, tratto da un racconto di Henryk Sienkiewicz. Dopo aver partecipato come attore al film U-429 - Senza via di fuga e a un episodio di Stargate SG-1, nel 2005 dirige Il suo nome è Tsotsi, film che vince l'Oscar come miglior film straniero.
Nel 2007 dirige il primo film hollywoodiano, Rendition - Detenzione illegale, con un ricco cast che comprende Jake Gyllenhaal, Meryl Streep, Reese Witherspoon e Alan Arkin, il film è stato presentato al Cinema. Festa internazionale di Roma 2007. Per il 2009 dirige X-Men le origini - Wolverine, basato sul personaggio della Marvel Comics. Il film, sceneggiato da David Benioff, vede nuovamente Hugh Jackman interpretare il ruolo che aveva già portato sul grande schermo nei tre film dedicati agli X-Men.

## Filmografia parziale

### Attore

#### Cinema
- The sheltering desert, regia di Regardt van den Bergh (1991)
- Senza esclusione di colpi 2 (American Kickboxer), regia di Frans Nel (1991)
- Curse III: Blood sacrifice, regia di Sean Barton (1991)
- L'ombra del cacciatore (Project Shadowchaser II), regia di John Eyres (1994)
- The redemption: Kickboxer 5, regia di Kristine Peterson (1995)
- Controllato per uccidere (Human Timebomb), regia di Mark Roper (1995)
- Beings, regia di Paul Matthews (1998)
- Operation Delta Force 3: Clear target, regia di Mark Roper (1998)
- Verdetto bianco (A Reasonable Man), regia di Gavin Hood (1999)
- Traitor's heart, regia di Danny Lerner (1999)
- U-429 - Senza via di fuga (In Enemy Hands), regia di Tony Giglio (2004)
- Ender's Game, regia di Gavin Hood (2013)
- Il diritto di uccidere (Eye in the Sky), regia di Gavin Hood (2015)

#### Televisione
- The Game – serie TV, 13 episodi (1993)
- Rhodes – miniserie TV, 4 episodi (1996)
- Incubo in alto mare (Operation Delta Force 2: Mayday), regia di Yossi Wein – film TV (1997)
- King Solomon's mine - Il tesoro maledetto (King Solomon's Mines), regia di Steve Boyum – film TV (2004)
- Stargate SG-1 – serie TV, episodio 8x03 (2004)

### Regista

#### Cinema
- The Storekeeper (1998)
- Verdetto bianco (A Reasonable Man) (1999)
- Avventura nel deserto (W pustyni i w puszczy) (2001)
- Il suo nome è Tsotsi (Tsotsi) (2005)
- Rendition - Detenzione illegale (Rendition) (2007)
- X-Men le origini - Wolverine (X-Men origins: Wolverine) (2009)
- Ender's Game (2013)
- Il diritto di uccidere (Eye in the Sky) (2015)
- Official Secrets - Segreto di stato (Official Secrets) (2019)

#### Televisione
- Tough Trade – film TV (2010)
- I signori della fuga (Breakout kings) – serie TV, 2 episodi (2011)

### Produttore
- Verdetto bianco (A Reasonable Man) (1999)
- I signori della fuga (Breakout Kings) – serie TV, 13 episodi (2011)

## Riconoscimenti (parziale)
- David di Donatello
  - 2006 - Candidatura al miglior film straniero per Il suo nome è Tsotsi

## Doppiatori italiani
- Massimo Lodolo in King Solomon's mine - Il tesoro maledetto, Stargate SG-1
- Mario Bombardieri in Il diritto di uccidere